# Wallace (album)
Wallace est le premier album des Naive New Beaters, produit par Clive martin et sorti le 25 mai 2009. 

## Liste des Titres
1. L.A. Trumpets
2. Get Love
3. Live Good
4. Wow Now
5. Can't Choose
6. Just Another Day
7. Dual Income No Kids
8. Janeiro
9. Boring David
10. The Last Badaboum
11. Tirer Des Traits (Naive New Beaters Remix) feat. Oxmo Puccino
12. Worries (Bonus Track)
13. Snap (Bonus Track)
14. Bang Bang (Wallace Mode) (Bonus Track)
15. Live Good (The Bloody Beetroots Remix) (Bonus Track)
16. Bang Bang (Yuksek Remix) (Bonus Track)
17. Get Love (The Shoes Remix) (Bonus Track)